# غاريت ميتشيل
غاريت ميتشيل (بالفرنسية: Garrett Mitchell)‏ (و. 1991  م) هو لاعب هوكي الجليد كندي، ولد في ريجاينا، مركز لعبه هو جناح ‏.

## روابط خارجية
- غاريت ميتشيل على موقع دوري الهوكي الوطني (الإنجليزية)
- غاريت ميتشيل على موقع الدوري الأمريكي لهوكي الجليد (الإنجليزية)
- غاريت ميتشيل على موقع EliteProspects.com (الإنجليزية)
- غاريت ميتشيل على موقع HockeyDB.com (الإنجليزية)
- غاريت ميتشيل على موقع Hockey-Reference.com (الإنجليزية)